# Prospekt's March
Prospekt's March é um EP da banda inglesa de rock alternativo, Coldplay, inicialmente lançado em 21 de novembro de 2008 na Europa e no Japão, e lançado mundialmente uma semana depois. O EP possui várias faixas que foram recusadas na sessão de gravação do quarto álbum de estúdio da banda, Viva la Vida or Death and All His Friends. Também está disponível na edição deluxe de Viva la Vida.
Em 19 de novembro de 2008, Coldplay, através de seu site, anunciou que a data de lançamento do EP seria adiada e mudada para 21 de novembro, em vez de 19 de novembro. Na América do Norte, foi lançado no dia 24 de novembro.
A capa traz a pintura original de Eugène Delacroix Batalha de Poitiers, semelhante à capa de Viva la Vida or Death and All His Friends. Em 5 de novembro, o Coldplay ofereceu uma prévia exclusiva do EP através de seu perfil no Facebook e através de seu site.
A canção "Glass of Water" entrou no Top 100 Músicas do iTunes e passou a ser tocada ao vivo pela banda no 4Music do Reino Unido. "Life in Technicolor II" estreou em #90 no UK Singles Chart apesar de não ter sido liberado como um single oficial. Desde então, a canção foi confirmada como o primeiro e único single do EP. Em seguida, chegou à posição #28 após o seu lançamento como single em 8 de fevereiro de 2009. A canção, mais tarde, foi indicada em "Melhor Performance de Rock por Dupla ou Grupo com Vocais" no Grammy Awards de 2010.
Até janeiro de 2010, Prospekt's March vendeu 537.000 copias mundialmente.

## Gravação e lançamento
Durante a gravação do álbum Viva la Vida, Coldplay, através de seu site, revelou alguns nomes de canções durante a gravação. O nome "Poppyfields" foi revelado pela primeira vez em setembro de 2007, em outubro de 2007, uma mensagem dizia que "Famous Old Painters" e "Glass of Water", tinham sido escritas e que provavelmente estariam presente no álbum, "Prospekt's March" apareceu pela primeira vez em dezembro do mesmo ano, todas as notas foram assinados pelo pseudônimo Prospekt, reforçando rumores de que este seria o título do álbum. Mas nenhuma dessas canções fizeram parte da lista de faixas final do álbum, então foram divulgadas no EP Prospekt's March, exceto "Famous Old Painters", que nunca foi lançada. 
Em uma entrevista para o site oficial do Coldplay, Chris Martin disse que todas as canções presentes no EP, chegaram muito perto de fazer parte da lista de Viva la Vida, e que todas elas "faziam parte da família". Na mesma entrevista, o vocalista afirmou que a ideia sempre foi de colocar essas canções juntar, até ao final de 2008.

## Lista de faixas
Coldplay confirmou cinco músicas para Prospekt's March no dia 3 de outubro de 2008, as quais não haviam sido concluídas para o álbum Viva la Vida or Death and All His Friends. A lista, originalmente com 5 faixas, foi alterada para 8 faixas no dia 5 de Outubro. Seis das oito faixas são gravações inéditas da banda. Assim ficou a lista completa:
| N.º            | Título                                                                 | Duração |  |
| 1.             | "Life in Technicolor ii"                                               | 4:05    |  |
| 2.             | "Postcards from Far Away"                                              | 0:48    |  |
| 3.             | "Glass of Water"                                                       | 4:44    |  |
| 4.             | "Rainy Day"                                                            | 3:26    |  |
| 5.             | "Prospekt's March/Poppyfields"                                         | 3:39    |  |
| 6.             | "Lost+" (Berryman/Buckland/Carter/Champion/Martin, participação Jay-Z) | 4:18    |  |
| 7.             | "Lovers in Japan" (Osaka Sun Mix)                                      | 3:58    |  |
| 8.             | "Now My Feet Won't Touch the Ground"                                   | 2:29    |  |
| Duração total: | Duração total:                                                         | 27:31   |  |

| iTunes bônus de vídeo |                                                      |         |  |
| N.º                   | Título                                               | Duração |  |
| 1.                    | "Viva la Vida" (Videoclipe, versão de Anton Corbijn) | 4:08    |  |
| Duração total:        | Duração total:                                       | 31:39   |  |

## Desempenho nas tabelas musicais
Prospekt's March estreou na posição #15 da Billboard 200 com vendas de aproximadamente 77.000 cópias.

### Posições
| Parada (2008)                             | Melhor posição | Certificação |
| ----------------------------------------- | -------------- | ------------ |
| Alemanha (Media Control Charts)           | 47             |              |
| Austrália (ARIA)                          | 49             |              |
| Áustria (Ö3 Austria Top 40)               | 46             |              |
| Canadá (Music Canada)                     | 18             |              |
| Espanha (PROMUSICAE)                      | 41             |              |
| Estados Unidos (Billboard 200)            | 15             |              |
| Irlanda (IRMA)                            | 36             |              |
| Itália (FIMI)                             | 24             |              |
| México (AMPROFON)                         | 34             |              |
| Reino Unido (The Official Charts Company) | 38             | Prata        |
| Suécia (Sverigetopplistan)                | 39             |              |

## Histórico de lançamento
| País           | Data                   | Formato                    |
| -------------- | ---------------------- | -------------------------- |
| Estados Unidos | 24 de novembro de 2008 | CD, vinil, 2CD (album+EP)  |
| Canadá         | 24 de novembro de 2008 | CD                         |
| Austrália      | 22 de novembro de 2008 | CD, (álbum+EP)             |
| Argentina      | 9 de dezembro de 2008  | CD                         |
| Brasil         | 3 de dezembro de 2008  | CD                         |
| Japão          | 21 de novembro de 2008 | Digital                    |
| Japão          | 17 de dezembro de 2008 | CD                         |
| Japão          | 14 de janeiro de 2009  | CDx2 (álbum+EP)            |
| Tailândia      | 28 de novembro de 2008 | CD, 2CD (álbum+EP)         |
| Tailândia      | 5 de dezembro de 2008  | Vinil                      |
| Espanha        | 21 de novembro de 2008 | CD                         |
| Suécia         | 21 de novembro de 2008 | CD                         |
| Alemanha       | 21 de novembro de 2008 | CD                         |
| Áustria        | 21 de novembro de 2008 | CD                         |
| Suíça          | 21 de novembro de 2008 | CD                         |
| Bélgica        | 21 de novembro de 2008 | CD                         |
| Holanda        | 21 de novembro de 2008 | CD                         |
| Irlanda        | 21 de novembro de 2008 | CD                         |
| Itália         | 21 de novembro de 2008 | CD, 2CD (álbum+EP)         |
| Dinamarca      | 21 de novembro de 2008 | CD, EP                     |
| Noruega        | 21 de novembro de 2008 | CD                         |
| Finlândia      | 21 de novembro de 2008 | CD                         |
| África do Sul  | 21 de novembro de 2008 | CD                         |
| Reino Unido    | 24 de novembro de 2008 | CD, 2CD (álbum+EP) , Vinil |
| Mundo          | 24 de novembro de 2008 | CD                         |

Prospekt's March foi lançado em 24 de Novembro de 2008 no resto do mundo, incluindo o Reino Unido.

## Ligações Externas
- Site Oficial
- Coldplay Wiki